# Movimento per la Riforma Nazionale
Il Movimento per la Riforma Nazionale (in francese: Mouvement pour la réforme nationale; in lingua araba حركة الإصلاح الوطني) è un partito politico algerino fondato nel 1999.

## Risultati
| Elezione          | Voti    | %     | Seggi    |
| ----------------- | ------- | ----- | -------- |
| Parlamentari 2002 | 748.843 | 10,09 | 43 / 389 |
| Parlamentari 2007 | 146.528 | 2,56  | 3 / 389  |
| Parlamentari 2012 | 475.049 | 6,22  | 47 / 462 |
| Parlamentari 2017 | 77.832  | 1,20  | 1 / 462  |
| 1.                |         |       |          |

| Controllo di autorità | VIAF (EN) 251094158 · LCCN (EN) n2012036792 |